# Prvenstvo Hrvatske u nogometu za kadete 1995./96.
Kadetski prvaci Hrvatske u nogometu za sezonu 1995./96. su drugi put zaredom bili nogometaši Hajduka iz Splita.

## Prvi rang
Prvo je igrano po regijama nogometnog saveza, a četiri najuspješnije momčadi su se plasirale u završnicu.

### Završni turnir
| klub1            | klub2            | rez.           |
| poluzavršnica    | poluzavršnica    | poluzavršnica  |
| ---------------- | ---------------- | -------------- |
| Rijeka           | Hajduk Split     | 0:2            |
| Split            | Varteks Varaždin | 1:1 (6:5 11 m) |
|                  |                  |                |
| za 3. mjesto     |                  |                |
| Varteks Varaždin | Rijeka           | 3:0            |
|                  |                  |                |
| za prvaka        |                  |                |
| Hajduk Split     | Split            | 1:0            |